# Johan Otto Sylvan
Johan Otto Sylvan, född 13 december 1832 i Hindby, Fosie socken, död 19 november 1909 i Stockholm, var en svensk skogsman och lantmätare. Han var måg till Sven Lidman.
Johan Otto Sylvan var son till snickarmästaren Siegbrandt Herrmann Sylvan och Christina Pyk. Han blev student vid Lunds universitet 1850, avlade kameralexamen 1851 och lantmäteriexamen 1854 samt utexaminerades från Skogsinstitutet 1858. Efter att 1858 ha blivit tillförordnad överjägare i Kalmar län var han jägmästare över Gotlands län 1860–1869 och Gotlands revir 1867–1897 samt dessutom vice kommissionslantmätare i Gotlands län 1862–1868 och kommissionslantmätare där 1866–1902. Han var den siste lantmätare som även fick inneha annan civil ordinarie statstjänst. Från 1906 var han bosatt i Stockholm. Som lantmätare utförde Sylvan ett omfattande arbete bland annat inom det på Gotland 1859 införda laga skiftesverket genom att skifta 111 mantal på omkring 4.000 kvadratkilometer. Han var styrelseledamot i det 1858 stiftade Planteringsgillet i Visby, biträdde Gotlands läns hushållningssällskap i skogsärenden från 1859 och blev ledamot av Gotlands läns hushållningssällskaps förvaltningsutskott 1888. Sylvan var nitiskt verksam inom Gotlands skarpskytte- och jägargille, där han blev sekreterare 1863, vice ordförande 1876 och ordförande 1888. Särskilt verkade han för skogsodling och jaktvård på Gotland. Bland annat lät han utföra stora skogsplanteringar genom skolbarn, och gjorde en uppmärksammad insats genom sin bindning av de höga flygsandsdynerna på Gotska Sandön. På Sylvans förslag införde landstinget premiering av säl, vilket senare utsträcktes till alla kustlän. Han tog även initiativet till inplantering av rådjur och tjäder på Gotland. Sylvan publicerade en mängd bidrag i skogs- och jaktfrågor i olika tidskrifter och tidningar. Han är begravd på Östra kyrkogården i Visby.